# 国际关系学院 (北京)
国际关系学院，简称国关，是一所位于中国北京西苑的中央部属普通高等学校，中国首批“将军大使”诞生地，全国重点大学之一，文革后国务院学位办批准的全国第一批学位授予权单位，首批获得硕士学位授予权的中国大学之一，财政部6所小规模试点高校之一。

## 历史

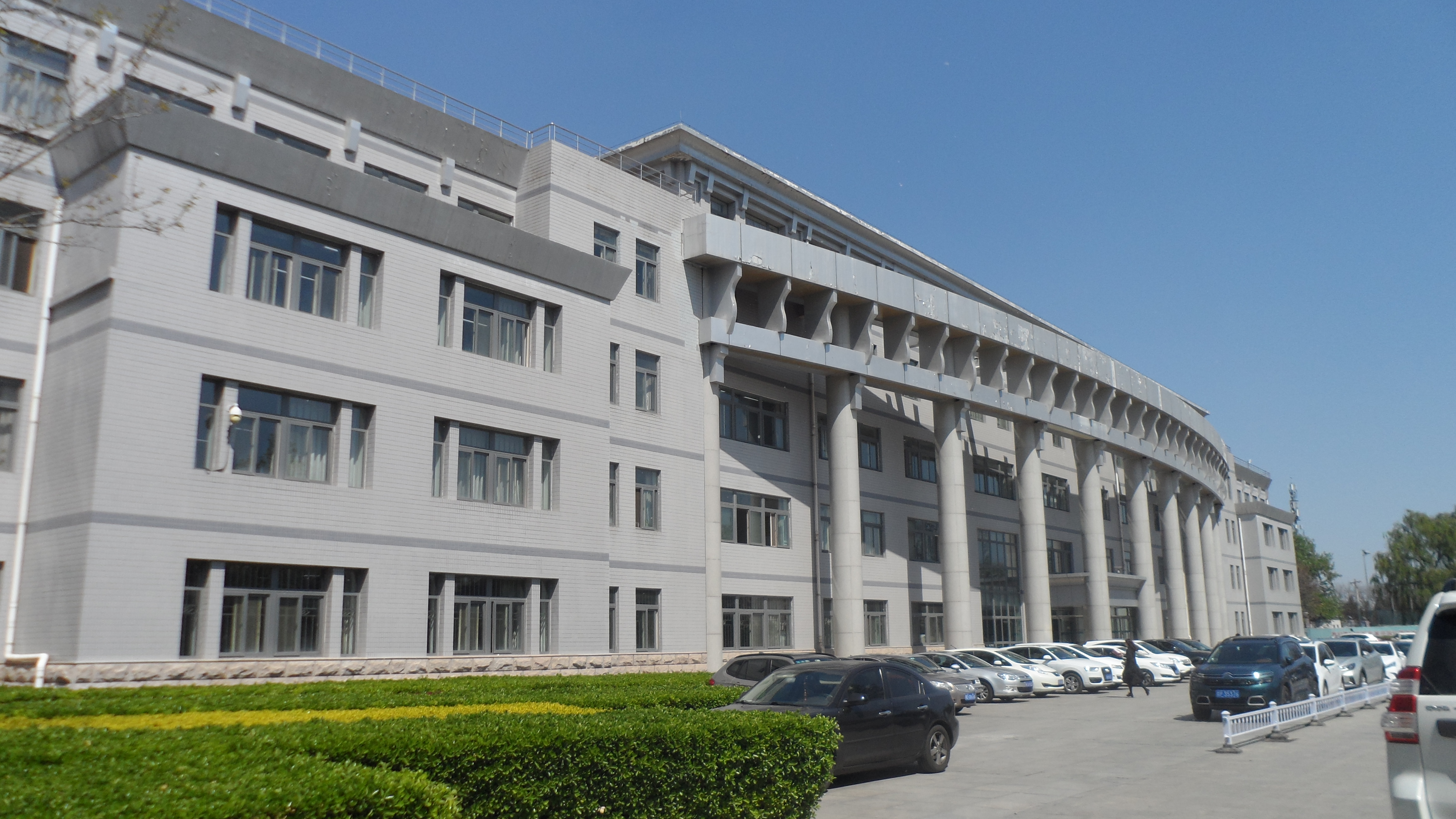
国际关系学院教学楼

国际关系学院创建于1949年，由国务院总理周恩来亲自批准建校，元帅陈毅亲笔题写校名，是中国第一批“将军大使”的摇篮。
1949年，创建外交知识和外交事务培训班，归中共中央社会部领导，主要培训中华人民共和国首批驻外大使和高级外交官。
1950年，改编为外事干部学校。1955年，中共中央调查部成立后，外事干部学校划归中共中央调查部领导。
1961年，学院与现外交学院合并，更名为外交学院分院。
1964年春，中共中央提出未来几年急需大量懂外语的干部，“以便利用世界先进科技加快我国社会主义建设”。同时批准了中共中央调查部“把现有的干部学校改为一所外语学院”的建议。1965年，外交学院分院（原外事干部学校部分）从外交学院分出，以此为基础扩建为国际关系学院，陈毅亲笔题写校名。
1966年夏，国际关系学院的学生和员工在学校管理及政治问题上产生了派系分歧。当分歧可能影响到中共中央调查部的工作时，邓小平和李富春前往学院视察，很快平息了纷争。1970年至1979年间受文革影响，一度停办。1979年，复建国际关系学院。
1994年，中共中央总书记江泽民为国际关系学院题词：“努力把国际关系学院办成富有特色的一流大学”。
2021年，国际关系学院获批成为博士学位授权单位。

## 机构设置
国际关系学院设置下列机构、院系（部）：

| 校部党政管理及群团部门 - 办公室（党委办公室） - 人事处（党委组织部、党委统战部） - 宣教处（党委宣传部） - 纪检监督审计处 - 学生处（党委学生工作部、党委武装部）、院团委 - 计划财务处 - 国际交流合作处 - 保卫处 - 离退休人员管理处 - 后勤服务中心 - 院工会 校部教学管理辅助部门 - 教务处（党委教师工作部） - 科研管理处 - 研究生处（党委研究生工作部） - 图书馆 - 网络与教育技术中心 | 教学系部 - 国家安全学院 - 国际政治系 - 文化与传播系 - 公共管理系 - 国际战略与安全研究中心 - 网络空间安全学院 - 经济金融学院 - 法学院 - 外语学院 - 英语系 - 日语系 - 法语系 - 国家安全教育学院 - 政治理论教研室 - 体育美育教研室 - 心理研究服务中心 分校区 - 国际关系学院杭州校区 |

- 国际关系学院（冷泉校区）

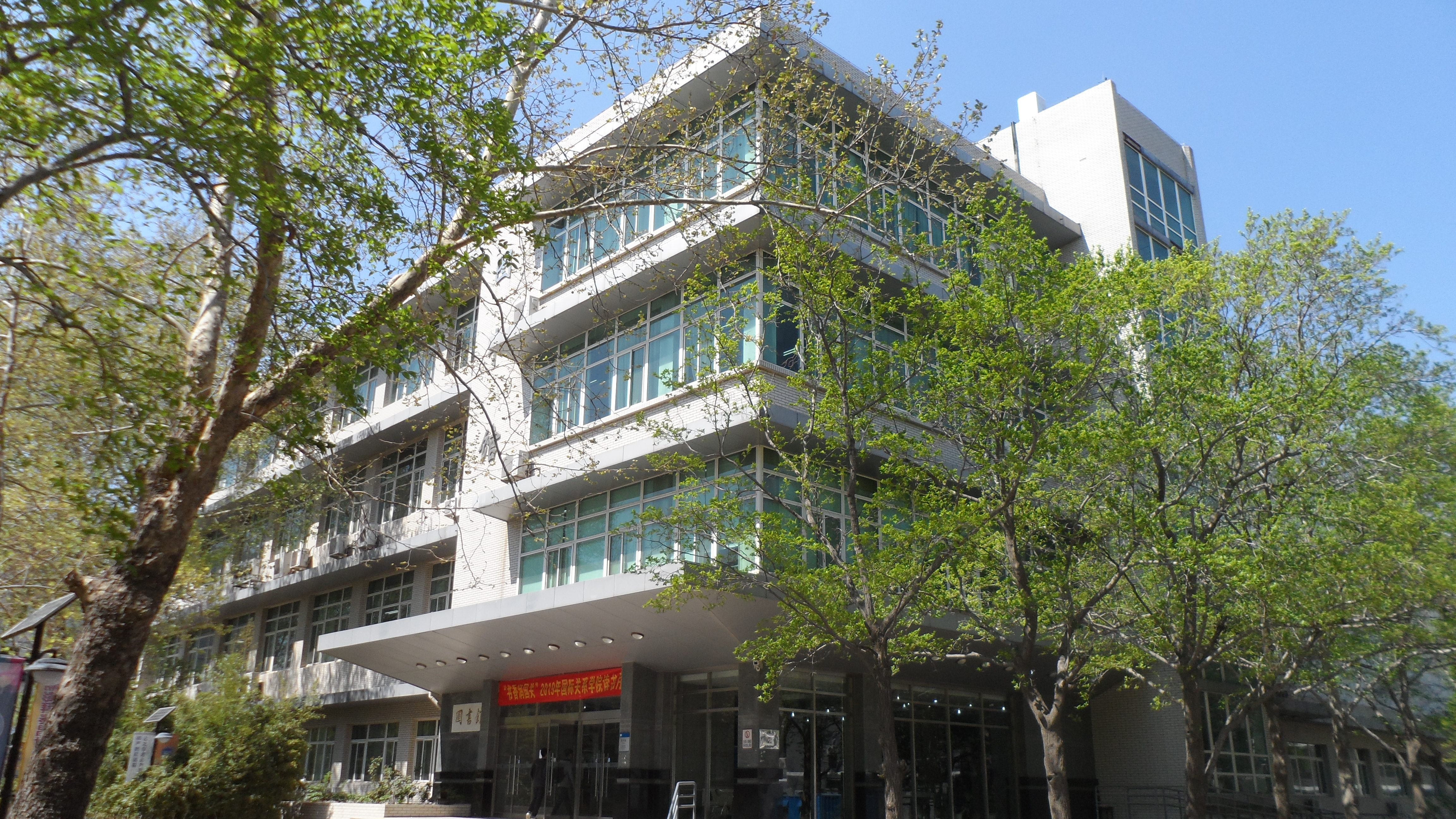
国际关系学院图书馆

学院本科设有国际政治、国家安全、国际经济与贸易、英语、日语、法语、传播学、法学、信息管理与信息系统、公共管理等专业；研究生处设有国际关系、国际政治、国家安全、世界经济、英语、日语、法语、网络与大数据、区域国别、公共外交与文化传播等专业硕士点。学院还与中国现代国际关系研究院、中国社会科学院等联合培养部分专业硕士生、博士生。

## 隶属与争议
国际关系学院当前的隶属关系并不明晰。有官方文件提及该学院隶属中华人民共和国国家安全部，民间亦有此观点。不過，媒体和该学院称受中华人民共和国教育部“管理”，亦有称“直属”于教育部。然而，截至2022年4月，教育部直属高等学校名单中并没有列出国际关系学院。
民间和其他国家的中国研究学术界一直有观点认为国际关系学院是中华人民共和国国家安全部招募人员的主要来源之一，但这种观点一直没有得到政府或学院的证实。该校是中华人民共和国外交部招募人员的重点院校之一。

## 著名校友
- 安民：前商务部副部长，原外经贸部副部长

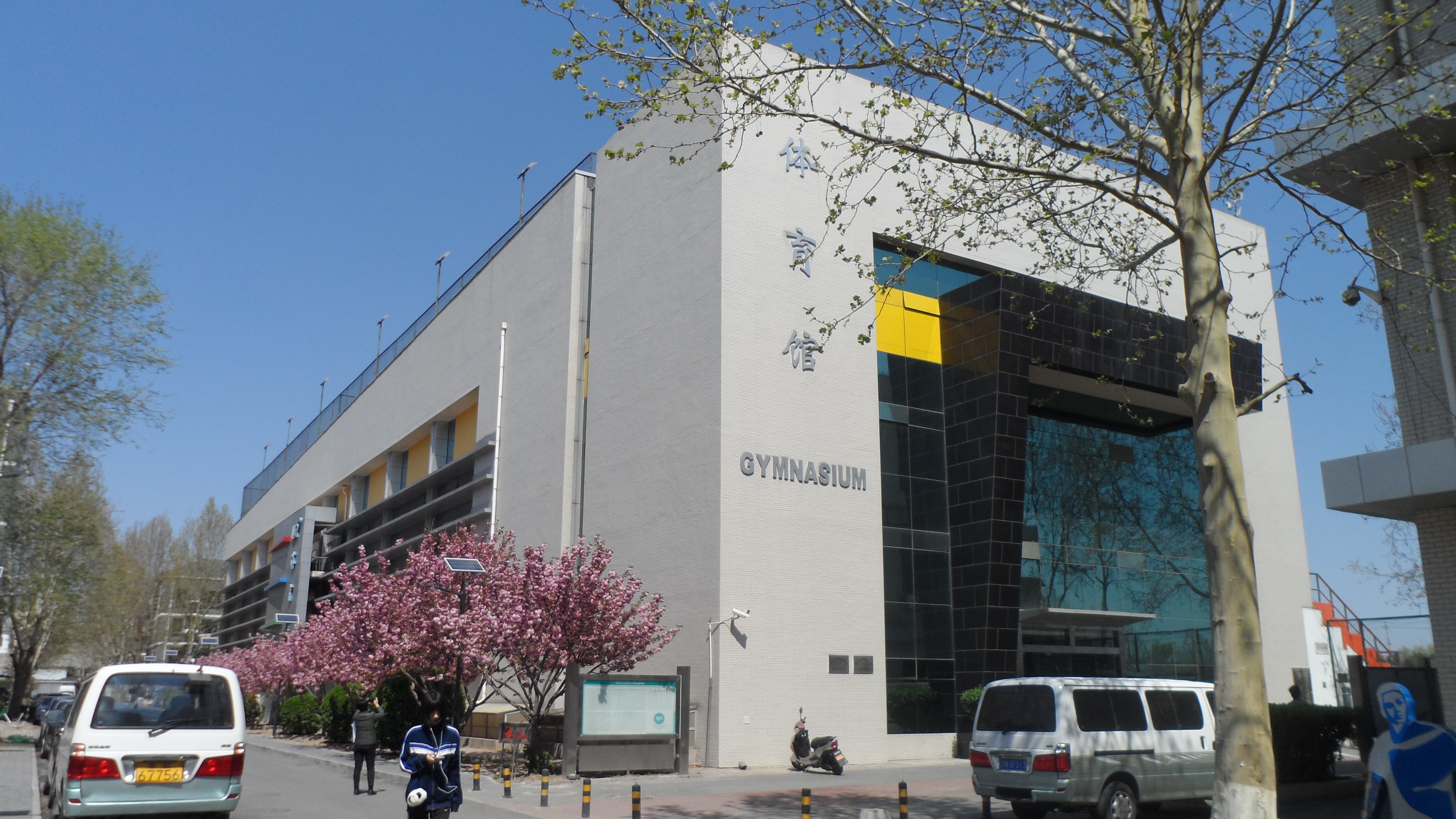
国际关系学院体育馆

- 秦刚：原中华人民共和国国务委员，第12任外交部部长，原中国驻美大使
- 俞强声, 原国安部官员
- 阎学通：清华大学教授，国际问题研究所所长
- 楚树龙：清华大学公共管理学院教授、国际战略与发展研究所所长，中央电视台国际报道顾问，中美友协理事
- 王帆：外交学院院长
- 杜伟：原中华人民共和国驻以色列特命全权大使及中华人民共和国驻乌克兰特命全权大使
- 杨伯江：中国社会科学院日本研究所所长，中华日本学会常务理事，亚太安全合作理事会中国委员会委员
- 梅峰:电影编剧、导演，北京电影学院文学系副教授,2009年第62届戛纳电影节最佳编剧奖获得者
- 刘欢：歌唱家
- 马军：环保人士
- 于伟：高伟达集团创立者，董事长兼总经理，“2003年中国新经济年度人物”
- 毛京波：路特斯合伙创始人兼中国总裁，原北京梅赛德斯-奔驰销售服务有限公司执行副总裁，林肯汽车亚太及中国区总裁
- 苏群：篮球评论员，《篮球先锋报》总编辑
- 杨希雨：中国国际问题研究所研究员，曾担任外交部朝鲜半岛事务办公室主任
- 邹加怡：全国政协副秘书长（正部长级），原财政部副部长